# Чемпионат СССР по лыжным гонкам 1935
8-е лично-командное первенство СССР на всесоюзном зимнем празднике проходило в Москве с 24 февраля по 6 марта 1935 года.
Соревнования проводились по семи дисциплинам — гонки на 20, 30 и 50 км (мужчины), гонка на 5, 10 и 20 км (женщины), смешанная эстафета 10 х 5 км (1-3 этапы — женщины, 4-5 этапы — мужчины старше 35 лет, 6-10 этапы — мужчины).
Вне конкурса участвовали лыжники рабочих спортивных союзов Финляндии и Швеции.

## Победители и призёры

### Мужчины
|                | Золото                         | Серебро                                 | Бронза                       |
| -------------- | ------------------------------ | --------------------------------------- | ---------------------------- |
| Гонка на 20 км | Сивонен Гейк РККА Петрозаводск | Брашнин Сергей РККА Москва              | Васильев Дмитрий РККА Москва |
| Гонка на 30 км | Лебедев Терентий ВЦСПС Лысьва  | Стародубцев Константин ВЦСПС Свердловск | Васильев Дмитрий РККА Москва |
| Гонка на 50 км | Репонен ВЦСПС Петрозаводск     | Саукко ВЦСПС Петрозаводск               | Кескитало ВЦСПС Петрозаводск |

### Женщины
|                | Золото                               | Серебро                              | Бронза                             |
| -------------- | ------------------------------------ | ------------------------------------ | ---------------------------------- |
| Гонка на 5 км  | Пенязева-Михайлова А. ВЦСПС (Москва) | Метсо Альма РККА (Москва)            | Денисова Нина ВЦСПС (Москва)       |
| Гонка на 10 км | Бурлачкова Анна ВЦСПС (Москва)       | Минина Мария «Динамо» (Петрозаводск) | Денисова Нина ВЦСПС (Москва)       |
| Гонка на 20 км | Дрожжина Клавдия ВЦСПС (Москва)      | Михайлова Надежда ВЦСПС (Москва)     | Шестакова Мария «Динамо» (Горький) |

### Смешанные
|                              | Золото | Серебро | Бронза |
| ---------------------------- | --- | --- | --- |
| Смешанная эстафета 10 х 5 км | РККА Миетсо Альма Дубинина Нина Кульман Ирина Таурихайнен Х. Пильсю Брашнин Сергей Кярки Борисов М. Сивонон Гейк Васильев Дмитрий | ВЦСПС Денисова Нина Бурлачкова Анна Пенязева-Михайлова А. Лоутто Нордлинг Стародубцев Константин Репонен Юсти Тойсто Кескитало Карпов А. | «Динамо» Минина Мария Додонова В. Валентина Максунова Серебряков Владимир Мауну Оралов Николай Зорин Владимир Чистяков Борис Додонов Аркадий Оксанен Вилахо |